# 朱和平 (1953年)
朱和平（1953年—2020年3月9日），男，湖北武汉人，武汉市中心医院眼科副主任医师，擅长眼底病诊断治疗，眼前后节激光治疗。在抗击新型冠状病毒疫情中染病，于2020年3月9日在武汉市金银潭医院病逝，享年67歲。朱和平与之前殉职的李文亮、梅仲明医师皆属于武汉市中心医院眼科科室。